# Пиндун
Пинду́н (Биндун, кит. трад. 屏東, пиньинь Píngdōng) — город на Тайване, административный центр одноименного уезда.

## География
Город находится в южной части острова, на относительно равнинной местности, восточнее реки Даньшуйцу. Абсолютная высота — 20 метров над уровнем моря.
Пиндун расположен на расстоянии приблизительно 15 километров к востоку от города Гаосюн, второго крупнейшего города Тайваня и на расстоянии 270 километров к юго-юго-западу (SSW) от Тайбэя, столицы страны.

## История
Исторически здесь была община Ахоу племени макатао. С конца XVII века здесь стали селиться китайские переселенцы. В 1815 году в поселении Ахоу (阿猴街) было основано Училище Пиндун (屏東書院), а в 1836 году для обороны поселения были сооружены крепостные стены.
В 1895 году Тайвань был передан Японии; японцы читали иероглифы «Ахоу» как «Ако». Училище Пиндун было преобразовано в конфуцианский храм, но средств на поддержание его функционирования не было, и здание было заброшено. В 1901 году остров был разбит на 20 уездов-тё (廳), одним из которых стал уезд Ако (изначально название писалось как 阿猴廳, в 1903 году было изменено на 阿緱廳), уездные власти разместились в посёлке Ако.
В 1920 году на Тайвань была распространена структура административного деления собственно японских островов, и были введены префектуры-сю (州) и уезды-гун (郡). К тому времени заброшенное здание училища/храма уже стало местной достопримечательностью (иероглифы 屏東, которые по-китайски читаются как «Пиндун», по-японски читаются «Хэйто»), и в его честь посёлок Ахоу был переименован в Хэйто (屏東街); в посёлке теперь размещались власти уезда Хэйто (屏東郡) префектуры Такао (高雄州). В 1933 году посёлок Хэйто уезда Хэйто был поднят в статусе, и стал городом Хэйто (屏東市) префектуры Такао.
После капитуляции Японии в 1945 году Тайвань был возвращён под юрисдикцию Китая; префектура Такао стала уездом Гаосюн, а город Хэйто — городом Пиндун провинциального подчинения. В 1950 году произошла реформа административно-территориального деления, в результате которой из уезда Гаосюн был выделен уезд Пиндун. В 1951 году город Пиндун был понижен в статусе и стал городом уездного подчинения.

## Транспорт
В городе расположена железнодорожная станция, также развито автобусное сообщение.
В окрестностях Пиндуна расположен аэропорт (IATA: PIF, ICAO: RCSQ).

## Экономика
Город является значимым региональным сельскохозяйственным центром. В окрестностях выращивают сахарный тростник, рис, бананы, табак и другие культуры. Пиндун — один из крупнейших на Тайване центров по производству сахара. Также в городе производят изделия из металла, оборудование, химикаты и алкогольные напитки.